# Rathaus Marktl

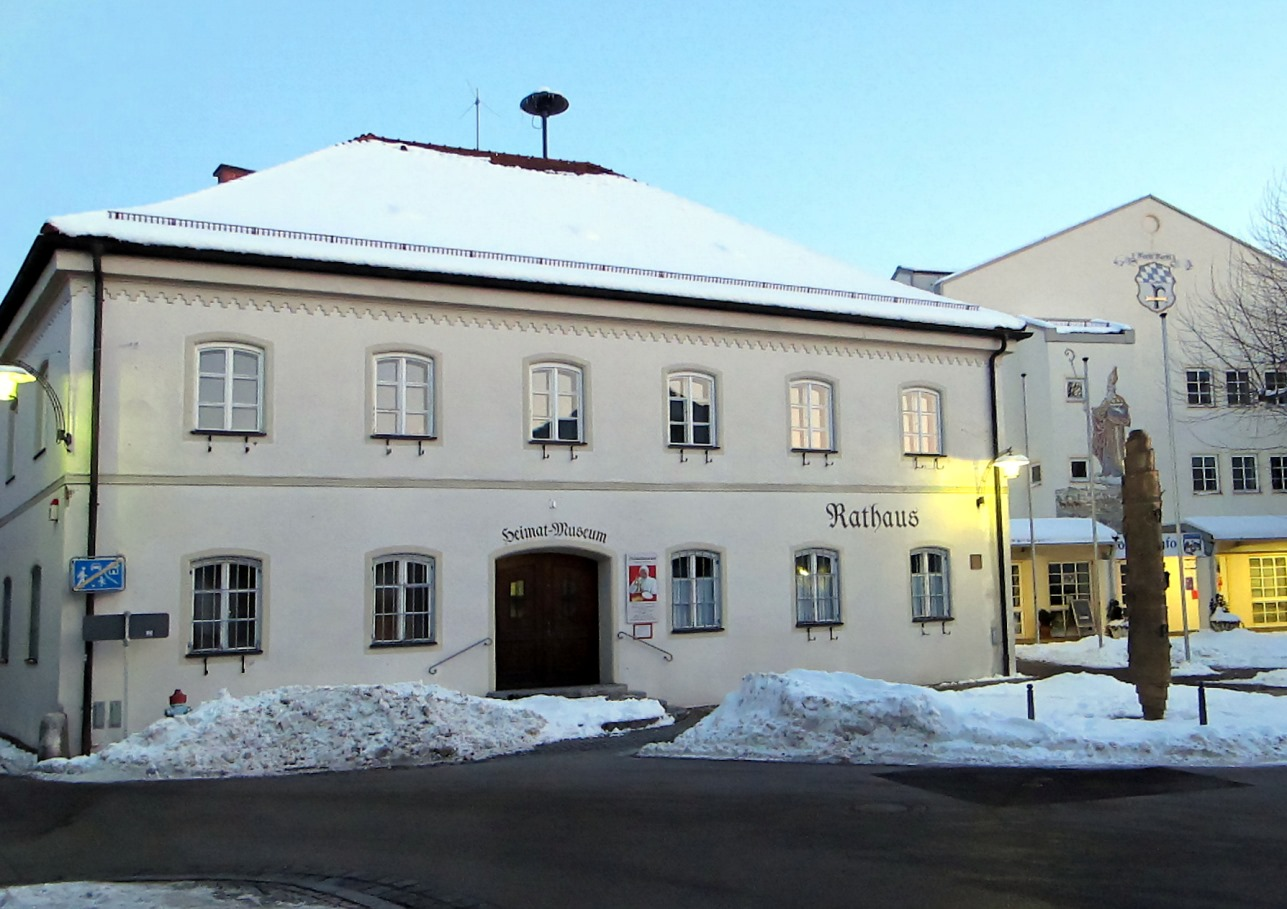
Rathaus in Marktl

Das Rathaus in Marktl, einer Marktgemeinde im Landkreis Altötting in Oberbayern, wurde im dritten Viertel des 19. Jahrhunderts errichtet. Das Rathaus im Maximilianstil am Marktplatz 1 ist ein geschütztes Baudenkmal.
Der zweigeschossige Walmdachbau mit Segmentbogenfenstern und Putzgliederungen besitzt sechs zu zwei Fensterachsen.
Im Rathaus befindet sich auch das Heimatmuseum.